# تود وايت (لاعب هوكي الجليد)
تود وايت هو لاعب هوكي الجليد كندي، ولد في 21 مايو 1975 في Kanata, Ontario ‏ في كندا.

## وصلات خارجية
- تود وايت على موقع دوري الهوكي الوطني (الإنجليزية)
- تود وايت على موقع EliteProspects.com (الإنجليزية)
- تود وايت على موقع HockeyDB.com (الإنجليزية)
- تود وايت على موقع Hockey-Reference.com (الإنجليزية)